# Madre della Consolazione (Reggio Calabria)

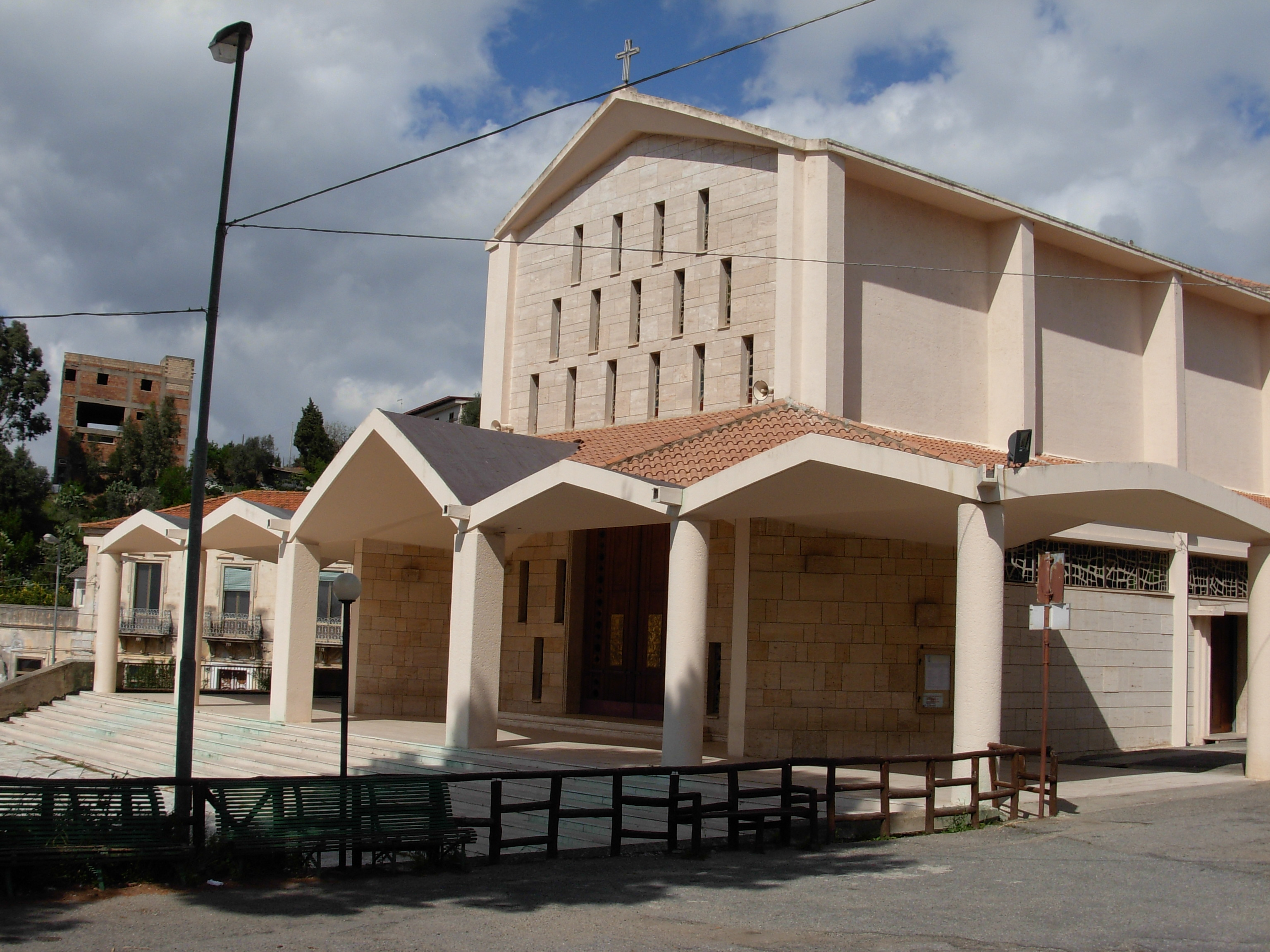
Basilika Santa Maria Madre della Consolazione

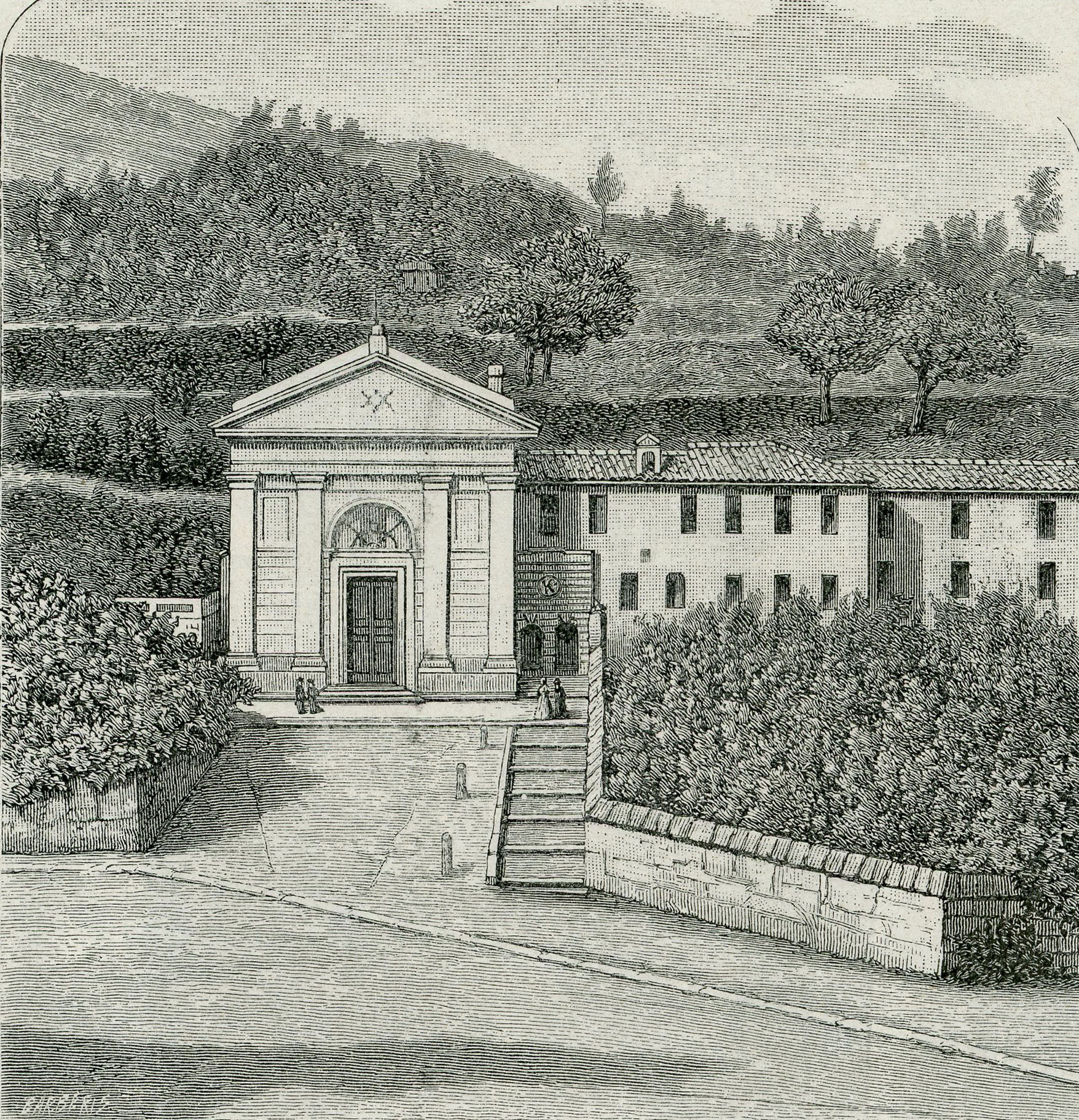
Ursprüngliches Heiligtum (1900)

Die Basilika Santa Maria Madre della Consolazione (italienisch Basilika Maria Trost) ist eine Wallfahrtskirche in Reggio Calabria in der italienischen Region Kalabrien. Die auch Basilika von Eremo genannte Kirche steht auf dem gleichnamigen Hügel am Aspromonte drei Kilometer entfernt oberhalb des Stadtzentrums. Die Pfarrkirche des Erzbistums Reggio Calabria-Bova trägt das Patrozinium Trösterin der Betrübten und hat den Rang einer Basilica minor. Das Bauwerk wurde 1965 als Ersatz für eine Kirche aus dem 16. Jahrhundert errichtet.

## Geschichte
Anstelle einer alten Votivkapelle wurde 1532 bis 1547 eine Kirche mit einem Benediktinerkloster erbaut, das 1569 fertiggestellt wurde. Das Kloster wurde nach der Pest von 1576 nach dem Altarbild Della Madonna della Consolazione genannt. Die Klosteranlage wurde beim Erdbeben von Messina 1908 zerstört und ab 1912 bis in die 1950er Jahre durch eine notdürftige Holzkirche mit Ziegelwänden ersetzt. Die heutige Kirche wurde von der Architektin Anna Sbarracani Anastasi im Stil der Moderne entworfen. Der Grundstein für den Stahlbetonbau wurde 1954 gelegt. Die Kirche konnte am 30. Juli 1965 geweiht werden. Am 28. November 1971 wurde das Heiligtum durch Papst Paul VI. zur Basilica minor erhoben.

## Ausstattung
Das verehrte Altarbild ist ein Gemälde der Madonna della Consolazione, 1547 vom örtlichen Maler Niccolò Andrea Caprioli geschaffen. Dieses wurde früher bei Epidemien wiederholt in die Kathedrale von Reggio Calabria getragen, heute wird es beim Stadtfest im September auf Mariä Geburt mit einer Prozession in die Kathedrale überführt und im November zurück. Weitere wichtige Werke sind die Bronzetafeln des Bildhauers Alessandro Monteleone und der Kreuzweg des Bildhauers Pasquale Panetta.